# Кушва
Кушва (на руски: Кушва) е град в Свердловска област, Русия. Населението на града към 1 януари 2018 година е 28 060 души.

## История
Селището е основано през 1735 година, през 1925 година получава статут на град.